# Königsberg (Gemeinde Göstling)
Königsberg ist eine Ortschaft und eine Katastralgemeinde der Gemeinde Göstling an der Ybbs im Bezirk Scheibbs in Niederösterreich.

## Geschichte
Laut Adressbuch von Österreich waren im Jahr 1938 in Königsberg einige Landwirte ansässig.

## Siedlungsentwicklung
Zum Jahreswechsel 1979/1980 befanden sich in der Katastralgemeinde Königsberg insgesamt 59 Bauflächen mit 12.631 m² und 11 Gärten auf 24.792 m², 1989/1990 gab es 56 Bauflächen. 1999/2000 war die Zahl der Bauflächen auf 123 angewachsen und 2009/2010 bestanden 94 Gebäude auf 140 Bauflächen.

## Bodennutzung
Die Katastralgemeinde ist forstwirtschaftlich geprägt. 165 Hektar wurden zum Jahreswechsel 1979/1980 landwirtschaftlich genutzt und 404 Hektar waren forstwirtschaftlich geführte Waldflächen. 1999/2000 wurde auf 166 Hektar Landwirtschaft betrieben und 414 Hektar waren als forstwirtschaftlich genutzte Flächen ausgewiesen. Ende 2018 waren 166 Hektar als landwirtschaftliche Flächen genutzt und Forstwirtschaft wurde auf 417 Hektar betrieben. Die durchschnittliche Bodenklimazahl von Königsberg beträgt 17,1 (Stand 2010).